# لويس بي. ويلسون
لويس بي. ويلسون (بالإنجليزية: Louis B. Wilson)‏ هو عالم أمراض أمريكي، ولد في 22 ديسمبر 1866 في روشستر في الولايات المتحدة، وتوفي في 5 أكتوبر 1943.